# 末吉暁子
末吉 暁子（すえよし あきこ、1942年8月27日 - 2016年5月28日）は、日本の児童文学作家。
日本国際児童図書評議会（JBBY）元理事・日本ペンクラブ「子どもの本委員会」委員。
ロングセラー「ぞくぞく村のおばけ」シリーズや「ざわざわ森のがんこちゃん」のような、幼い子どもの心をつかむ楽しい幼年童話と、論理性と空想性が一致した長編ファンタジーの分野との両輪で書き続けた。女性ながら、恐竜や怪獣を使った作品が多いのも特徴の一つ。

## 来歴
1942年（昭和17年）8月27日、父高島栄一と母圭子の三女として神奈川県横浜市に生まれる。父は戦時中、日本内燃機工業に勤めていたが、終戦時に故郷である静岡県沼津市に移り、同地で建築業を営んだ。
1949年（昭和24年）、沼津市立片浜小学校に入学。1955年（昭和30年）、沼津市立片浜中学校に入学。1958年（昭和33年）、静岡県立沼津西高等学校に入学。1961年（昭和36年）、青山学院女子短期大学英文科に入学。クラブ活動では「フランス文化研究部」に所属した。
1963年（昭和38年）に短大を卒業後、講談社に入社。女性向け雑誌「若い女性」の編集部に配属され、主にファッションを担当する。1964年（昭和39年）、絵本出版部に転属。雑誌『ディズニーランド』の編集を担当する。1965年（昭和40年）、児童図書出版部に配属。編集部内に佐藤さとるのファンがおり、その影響で『だれも知らない小さな国』を読み感銘を受ける。これに触発され国内外の児童文学作品を多読する。また社内で児童文学についての勉強会を催す。。
1968年（昭和43年）6月、結婚。1970年（昭和45年）、長女を出産。
編集者時代、佐藤さとるにすすめられて創作活動を開始する。この縁から挿絵は、佐藤と名コンビである村上勉の担当作品も多い。1974年（昭和49年）、講談社を退社。フリーの編集者として『佐藤さとる全集』の編集を手掛ける一方で、創作活動もおこない、1975年（昭和50年）、『かいじゅうになった女の子』を偕成社から出版し、デビューする。
『星に帰った少女』で1977年に日本児童文芸家協会新人賞、1978年に日本児童文学者協会新人賞を受賞する。
1983年（昭和58年）、佐藤さとるや村上勉、鈴木悦夫や編集者である野上暁らと共に同人雑誌「鬼ヶ島通信」を創刊。同誌は現在も年2回のペースで刊行中。
1985年「だっくんあそぼうよ」シリーズでサンケイ児童出版文化賞受賞。1986年『ママの黄色い子象』で野間児童文芸賞受賞。
1991年（平成3年）より青山学院女子短期大学の非常勤講師となり、2006年（平成18年）まで務めた。
1992年（平成4年）、沼津市より「燦々ぬまづ大使」に任命される。
1996年より放送開始のNHK教育テレビの人形劇「ざわざわ森のがんこちゃん」の脚本を執筆。小学校低学年の道徳の授業の教材としても使用される。
1997年『地と潮の王』で産経児童出版文化賞推薦。1999年『雨ふり花さいた』で小学館児童出版文化賞受賞。2011年『赤い髪のミウ』で産経児童出版文化賞フジテレビ賞受賞。
2000年ごろからは、「子どもの本まつり」のイベントや小学校などで、声優たちとコラボした「ペープサート（紙人形劇）」の上演を行い、小学校や被災地を訪問した。
2016年5月28日、肺腺癌のため死去。73歳没。

## 主な作品
- 『かいじゅうになった女の子』（大橋歩、偕成社）　1975年
- 『ママ、あててみて』（林明子、偕成社）　1976年
- 『星に帰った少女』（赤星亮衛、偕成社）　1977年、のち新装版（こみねゆら、偕成社）　2003年

1978年日本児童文学者協会新人賞及び日本児童文芸家協会新人賞
- 『ひとりっ子ジュン』（大橋歩、文研出版）　1977年
- 『もりのかくれんぼう』（林明子、偕成社）　1978年
- 『きりんのえんぴつ』（水村まどみ、佼成出版社）　1980年
- 『はらぺこさんふたり?』（宮本忠夫、偕成社）　1980年
- 『ねずみのえいがかん』（田沢梨枝子、太平出版社）　1980年
- 『じてんしゃにのったてんとうむし』（ヴィヴ・オールブライト絵、偕成社）　1980年
- 『ぞうさんれいぞうこ』（田沢梨枝子、偕成社）　1981年
- 『ねこのえっちゃん』（奈良坂智子、講談社）　1981年
- 『デパートねずみにプレゼント』（黒岩明人、偕成社）　1981年
- 『ちょうちょいろのワンピース』（田中槇子、PHP研究所）　1982年
- 『にんぎょのいちごゼリー』（黒井健、フレーベル館）　1982年
- 『学校で泣いたことある?』（宮本忠夫、岩崎書店）　1982年
- 『霧のふる部屋』（牧野鈴子、講談社）　1982年、のち改題『いつか王子様が…』（講談社青い鳥文庫） 1987年
- 『ポストのなきむしおばけ』（中島きよし、講談社）　1982年
- 『にげだした魔女のほうき』（宮本忠夫、岩崎書店）　1983年
- 『まほうはないしょでかけようね』（牧野鈴子、ひくまの出版）　1984年
- 『あみだくじでおたんじょう会』（伊勢英子、あかね書房）　1984年
- 『こうかん日記で魔法をかけて』（小泉るみ子、偕成社）　1984年
- 『トキメキおまじない作戦』（小泉るみ子、偕成社）　1985年
- 『えんそくこわいぞあぶないぞ』（和歌山静子、偕成社）　1985年
- 『あの町この町吸血鬼』（和歌山静子、偕成社）　1990年
- 『いらっしゃいませかいじゅうです』（西川おさむ、秋書房）　1985年
- 『ママの黄色い子象』（講談社） 1985年、のち新装版（講談社青い鳥文庫）　2010年

「鬼ヶ島通信」に連載した作品。野間児童文芸賞を受賞
- 『いたずら子鬼のおくりもの』（垂石眞子、あかね書房）　1987年
- 『きせかえくまちゃん』（藤田三保、ケイエス企画）　1987年
- 『おしゃれなべべちゃん』（藤田三保、ケイエス企画）　1988年
- 『妖精のこぶたチョコレート』（小泉るみ子、偕成社）　1988年
- 『まちこさんのふしぎな海の旅』（徳田秀雄、講談社）　1988年
- 『ミステリーゾーン進学塾』（こぐれけんじろう、旺文社）　1989年
- 『ごめんねさとしくん』（太田大八、佼成出版社）　1990年
- 『たんていかぎだぬき』（西川おさむ、国土社）　1991年
- 『ないしょにしてね』（緒方直青、文溪堂）　1992年
- 『ホラーゾーン小学校』（中川大輔、旺文社）　1993年
- 『チョコレートくまちゃん』（伊東美貴、偕成社）　1994年
- 『赤い羽のアラ姫』（高橋由為子、偕成社）　1995年
- 『地と潮の王』（藤川秀之、講談社）　1996年

1997年産経児童出版文化賞推薦
- 『雨ふり花さいた』（こみねゆら、偕成社）　1998年

1998年小学館児童出版文化賞受賞
- 『世界一おじょーひんなチリチリ姫』（大留希美江、ポプラ社）　1996年
- 『チリチリ姫のぜったいないしょの冒険』（大留希美江、ポプラ社）　1997年
- 『へんな犬パンジー』（宮本忠夫、あかね書房）　2001年
- 『かいじゅうズングリのピザやさん』（西川おさむ、ポプラ社）　2002年
- 『ひこうきブルルーン!』（ふくだゆうこ、あかね書房）　2004年
- 『テーブルがおかのこうめちゃん』（仁科幸子、岩崎書店）　2005年
- 『かいじゅうぼうやも一年生』（山口みねやす、小学館）　2005年
- 『本の妖精リブロン』（東逸子、あかね書房）　2007年
- 『とうさんねこのたんじょうび』（たるいしまこ、◆BL出版）　2008年
- 『水のしろたえ』（丹地陽子、理論社）　2008年
- 『赤い髪のミウ』（平澤朋子、講談社）　2010年

2011年産経児童出版文化賞フジテレビ賞受賞
- 『波のそこにも』（佐竹三保、偕成社）　2015年
- 『テーブルがおかのモンスターの日』（デイヴィッド・リュー絵、平野キャシー英訳、AFCC）　2016年
- 『おおかみとしちひきのこやぎ』新装版（猫野ぺすか、フレーベル館）　2018年

### 「おばけのおはるさん」シリーズ
- 『おばけのおはるさん』（岡本颯子、秋書房） 1980年、のち日本標準 2008年
- 『でしゃばりおばけのおはるさん』（和歌山静子、偕成社）　1983年
- 『おばけのおはるさんととらねこフニャラ』（むかいながまさ、偕成社）　1989年
  - 『おばけのおはるさんととらねこフニャラ』（岡本颯子、日本標準） 2009年
- 『おばけのおはるさんはかわいこちゃん?』（むかいながまさ、偕成社）　1989年
- 『おばけのおはるさんのきもだめし』（むかいながまさ、偕成社）　1990年
- 『おばけのおはるさんディスコにいく』（むかいながまさ、偕成社）　1991年

### 「黒ばらさん」シリーズ
- 『2級魔法使い黒ばらさん』（牧野鈴子、文研出版）　1981年
- 『黒ばらさんの七つの魔法』（牧野鈴子、偕成社）　1991年
- 『黒ばらさんの魔法の旅だち』（牧野鈴子、偕成社）　2007年

### 「だっくんあそぼうよ」シリーズ
（伊勢英子、ブックローン出版） 1985年 - 産経児童出版文化賞
1. 『おふろだぞう』
2. 『まねっこにゃんこ』
3. 『どろんこおばけ』

### 「ぞくぞく村のおばけ」シリーズ
（垂石眞子、あかね書房）
- 『ぞくぞく村のミイラのラムさん』 1989年
- 『ぞくぞく村の魔女のオバタン』 1989年
- 『ぞくぞく村のちびっこおばけグー・スー・ピー』 1990年
- 『ぞくぞく村の子鬼のゴブリン』 1991年
- 『ぞくぞく村のおおかみ男』 1993年
- 『ぞくぞく村のドラキュラのむすこ』 1994年
- 『ぞくぞく村の妖精レロレロ』 1995年
- 『ぞくぞく村のとうめい人間サムガリー』 1996年
- 『ぞくぞく村のがいこつガチャさん』 1997年
- 『ぞくぞく村の雪女ユキミダイフク』 1998年
- 『ぞくぞく村の雨ぼうずピッチャン』 1999年
- 『ぞくぞく村の魔女のオバタンの使い魔』 2000年
- 『ぞくぞく村のゾンビのビショビショ』 2002年
- 『ぞくぞく村の怪鳥ホヤホヤ』 2003年
- 『ぞくぞく村ののっぺらぼうペラさん』 2009年
- 『ぞくぞく村のかぼちゃ怪人』 2011年
- 『ぞくぞく村の魔法少女カルメラ』 2013年
- 『ぞくぞく村のランプの精ジンジン』 2015年
- 『ぞくぞく村のにじ色ドラゴン』 2016年

### 「ざわざわ森のがんこちゃん」
- 「ざわざわ森のがんこちゃん」シリーズ（武田美穂、講談社） 1996年 -

NHK教育テレビの人形劇の書籍化。
- - 『あたらしいおともだち』 1997年
  - 『いじわるバンバン』 1997年
  - 『おかあさんきらい』 1998年
  - 『学校へいくのいや』 1998年
  - 『学校おばけのなぞ』 1998年
  - 『たまごの子もり』 2002年
  - 『森のキノコまじょ』 2006年
  - 『フーフーまるがやってくる!』 2007年
- 「新・ざわざわ森のがんこちゃん」シリーズ（武田美穂、講談社） 2012年 -
  - 『がんこちゃんはアイドル』 2012年
  - 『うんちしたの、だあれ？』 2013年
  - 『おばあちゃんのねがいごと』 2013年
- 「テレビ版ざわざわ森のがんこちゃん」シリーズ（スタジオノーヴァ、フレーベル館）　
  - 『がんこちゃんのたんじょうび』 2002年
  - 『がんこちゃんはえらい!?』 2002年
  - 『プリンセスがんこちゃん』 2003年
  - 『がんこちゃんのすいえいたいかい』 2003年
  - 『がんこちゃんのクリスマス』 2003年

### 「シルカ小学校のブキミともだち」シリーズ
（原ゆたか、偕成社）　1996年
1. 『カレーおばけのあかいぼうし』
2. 『理科室のがいこつ ボキボキ』
3. 『大足くんのぴかぴかスニーカー』
4. 『砂場のおばけ ジャリッコ』
5. 『夕やけこやけでブランコおばけ』

### 「魔法のおみやげ」シリーズ
（原ゆたか、ポプラ社）　1999年
1. 『魔法のおみやげ 1 こぶたシンデレラ』
2. 『魔法のおみやげ 2 ながぐつをはいたどろぼうねこ』
3. 『魔法のおみやげ 3 ねずみの町のおんがくたい』

### 「やまんば妖怪学校」シリーズ
（おかべりか、偕成社）　2008年
1. 『こいぬのクンは一年生』
2. 『魔法のおたまをとりかえせ』
3. 『クンがじゅもんをとなえたら』

### 「クルミ森のおはなし」シリーズ
（多田治良、ゴブリン書房）　2009年 - 2010年
1. 『クルミおばばの魔法のおふだ』
2. 『クルミまつりは大さわぎ!』
3. 『森の葉っぱのジグソーパズル』
4. 『魔法のおふだをバトンタッチ』

### 村上勉挿絵作品
- 『けしゴムおばけ』（小学館） 1977年
- 『まどからきたとびうお』（講談社） 1978年
- 『ねこにごようじん』（ポプラ社） 1978年
- 『アミアミ人形の冒険』（偕成社） 1980年
- 『つばきの花のおよめさん』（偕成社） 1985年
- 『きょうはへんな日』（ベネッセコーポレーション） 1998年

#### 「ねこのとらざえもん」シリーズ
- 『とらざえもんはまじょのねこ?』（小峰書店） 1983年
- 『とらざえもんとねずみのかげつかい』（小峰書店） 1986年
- 『ぼくおばけだぞ（やったぜ! ねこのとらざえもん）』（小峰書店） 1988年
- 『まいごのかえるちゃん（やったぜ! ねこのとらざえもん）』（小峰書店） 1988年
- 『けんかだいすき（やったぜ! ねこのとらざえもん）』（小峰書店） 1988年

### 岡本颯子挿絵作品

#### 「きょうりゅうほねほねくん」シリーズ
- 『きょうりゅうほねほねくん』（あかね書房） 1993年
- 『ほねほねくんサーカスにいく』（あかね書房） 1994年
- 『ほねほねくんスキーにいく』（あかね書房） 1995年
- 『ほねほねくんの地下めいろ』（あかね書房） 1996年
- 『ほねほねくんとなぞの手紙』（あかね書房） 2002年

#### 「くいしんぼうチップ」シリーズ
- 『チップのふしぎなかみひこうき』（あかね書房） 1999年
- 『チップのぼうけんたんじょう日』（あかね書房） 2001年
- 『チップとびっくりおばけやしき』（あかね書房） 2003年
- 『チップとまほうのフラッペ山』（あかね書房） 2005年
- 『チップとなぞのビー玉めいろ』（あかね書房） 2009年

## 翻訳
- 『ハニーちゃんのいちごつみ』（ダン・ボンフィリ、金の星社）　1980年
- 『ハニーちゃんのやきゅうせんしゅ』（ダン・ボンフィリ、金の星社）　1980年
- 『ハニーちゃんのケーキづくり』（ダン・ボンフィリ、金の星社）　1980年
- 『まよなかの動物たち』（リンデルト・クロムハウト、岩崎書店）1988年
- 『クジラのハンフリー』（ウェンディ・トクダ、リチャード・ホール、国土社）1990年
- 『やい手をあげろ』（リンデルト・クロムハウト、あかね書房）1991年
- 『３びきのちびくま』（二コラ・スミィ、あかね書房）1996年
- 『３びきのちびねずみ』（二コラ・スミィ、あかね書房）1996年
- 『３びきのちびのひよこ』（二コラ・スミィ、あかね書房）1996年
- 『３びきのちびうさぎ』（二コラ・スミィ、あかね書房）1996年
- 『３びきのちびねこ』（二コラ・スミィ、あかね書房）1996年
- 『３びきのちびいぬ』（二コラ・スミィ、あかね書房）1996年
- 『３びきのちびきょうりゅう』（二コラ・スミィ、あかね書房）1996年
- 『３びきのちびモンスター』（二コラ・スミィ、あかね書房）1996年
- 『なめくじ』（バングオンザドア、あかね書房）1999年
- 『くも』（バングオンザドア、あかね書房）1999年
- 『こうもり』（バングオンザドア、あかね書房）1999年
- 『のうさいぼう』（バングオンザドア、あかね書房）1999年
- 『ママとパパをさがしにいくの』（ホリー・ケラー文、ビーエル出版）2000年
- 『イーヨーのあたらしい家』（A.A.ミルン、EgmontChildren’sBook）2001年
- 『ピグレットだいかつやく』（A.A.ミルン、EgmontChildren’sBook）2001年
- 『ピグレットをすくいだせ』（A.A.ミルン、EgmontChildren’sBook）2001年
- 『プーさんのぼうあそび』（A.A.ミルン、EgmontChildren’sBook）2001年
- 『ティガーの朝ごはん』（A.A.ミルン、EgmontChildren’sBook）2001年
- 『ティガーの木のぼり』（A.A.ミルン、EgmontChildren’sBook）2001年
- 『はねとびティガー』（A.A.ミルン、EgmontChildren’sBook）2001年
- 『かいじゅうなんかこわくない』（ホリー・ケラー、ビーエル出版）2002年
- 『あかいりんごいつつ』（ドロシー・クンハート、講談社）2003年
- 『ぱたぱたバニー』（ドロシー・クンハート、講談社）2003年
- 『バニーはどーこだ？』（ドロシー・クンハート、講談社）2003年
- 『あそびばで』（ドロシー・クンハート、講談社）2003年
- 『ふわふわのおともだち』（ドロシー・クンハート、講談社）2003年
- 『おにわで』（ドロシー・クンハート、講談社）2003年
- 『バニーといっしょにやってみよう』（ドロシー・クンハート、講談社）2003年
- 『ピグレットおふろにはいる』（A.A.ミルン、フレーベル館）2004年
- 『ティガーのはねとびをとめるには』（A.A.ミルン、フレーベル館）2004年
- 『ピグレット ゾッシーにであう』（A.A.ミルン、フレーベル館）2004年
- 『プーさんのぼうきれあそび』（A.A.ミルン、フレーベル館）2004年
- 『プーさんともだちをたずねる』（A.A.ミルン、フレーベル館）2004年
- 『プーさんのたてたいえ』（A.A.ミルン、フレーベル館）2005年
- 『もくようびはどこへいくの?』（ジャニーン・ブライアン文、スティーブン・マイケル・キング絵、主婦の友社）2005年